# Vilain XIIII

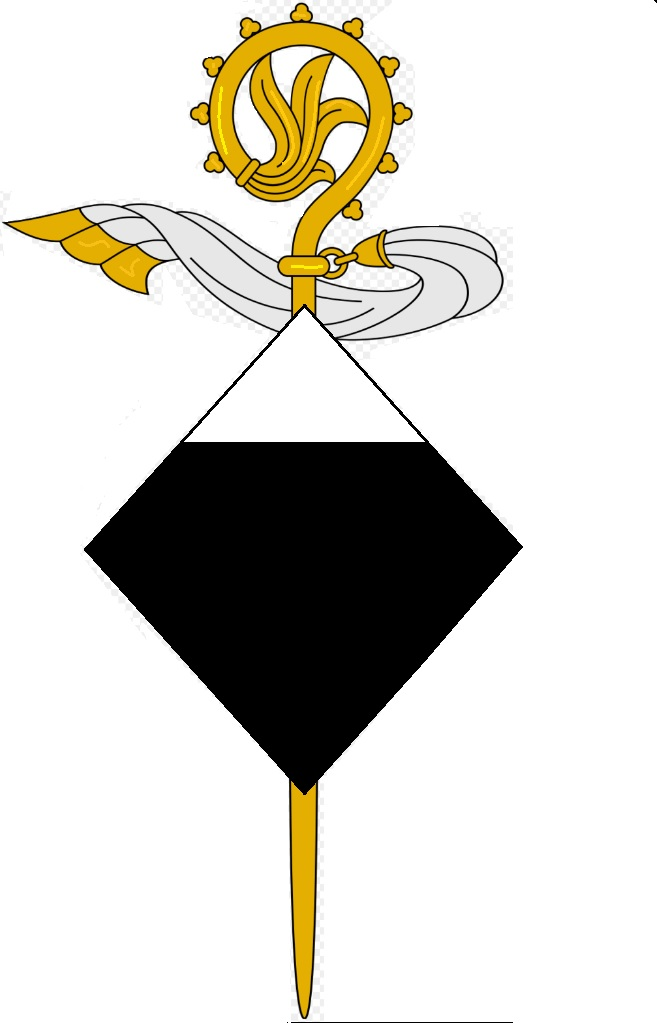
Maria Ernestine Villain, abtissin

Vilain XIIII (spr.: Vilain Quatorze) ist ein belgisches Adelsgeschlecht, als dessen Stammvater ein gewisser Wennemar (* 860/870) gilt. Den Namen „Villain“ (später „Vilain“), unbekannter Herkunft, trug erstmals Walter von Gent, jüngerer Sohn des Burggrafen Hugo II. von Gent. François Ignace Vilain (1734) nannte sich aus unbekannten Gründen „Vilain XIIII“. Die Mitglieder des Geschlechts wurden 1758 von Maria Theresia zu Burggrafen erhoben. Genannt seien:
- Jean Jacques Philippe Vilain XIIII (1712–1777), südniederländischer Politiker und Ökonom
- Charles Ghislaine Guillaume Vilain XIIII (1803–1878), belgischer Minister und Diplomat
- Charles-Eric Vilain XIIII (* 1966), belgischer Politiker

Es gibt in Belgien nordwestlich von Maasmechelen an der Maas ein Schloss, das auch als „Schloss Vilain XIIII“ bezeichnet wird; letzte adelige Bewohnerin des Schlosses war Louise Vilain XIIII. Zur Verwandtschaft zählt ferner Louis de Gand de Merode de Montmorency, Marschall von Frankreich.